# Juan Dinenno
Juan Ignacio Dinenno de Cara (Rosario, 29 de agosto de 1994), é um futebolista argentino que atua como centroavante. Atualmente joga pelo São Paulo.

## Carreira

### Início e Racing
Dinenno iniciou a carreira no Club Provincial e depois passou às categorias inferiores do Rosario Central, onde foi deixado com o passe em seu poder. Depois, foi transferido ao Racing, estreando no dia 13 de outubro de 2013 no campo do Quilmes contra o Estudiantes, com Nacho González como técnico. Marcou seu primeiro gol pelo Racing na sua terceira partida na primeira divisão, contra o Quilmes, numa partida que terminou em 1–1.

### Temperley
Em julho de 2014, Dinenno foi cedido por empréstimo ao Temperley. Marcou seu primeiro gol pela equipe numa partida contra o Sarmiento de Junín. Seu gol mais lembrado é um de falta, de visitante, no último minuto do clássico contra o Banfield, que deu a vitória para a sua equipe por 1–0. No final da temporada, conseguiu o acesso com o Temperley.

### Aldosivi
Em janeiro de 2016, o treinador do Racing Facundo Sava decidiu que não aproveitaria o jogador na equipe, acarretando no empréstimo por 18 meses sem opção de compra ao Aldosivi, para substituir a saída do goleador José Sand. Marcou seu único gol no tiburón na derrota por 2–1 contra o Olimpo de Bahía Blanca.

### Deportivo Cuenca
Ao não ter o rendimento esperado no Aldosivi, em 2017 foi contratado pela equipe equatoriana do Deportivo Cuenca, estreando com um gol de cabeça contra o então campeão do torneio equatoriano. Este gol foi o primeiro da Série A de Equador.

### Barcelona de Guayaquil
Deixou o Deportivo Cuenca e foi contratado pelo Barcelona-EQU, vinculando-se por um ano por empréstimo, com os direitos esportivos do jogador ainda pertencendo ao Racing, da Primeira Divisão de Argentina.

### Deportivo Cali
Chegou à equipe colombiana para o primeiro semestre do ano de 2019, ainda emprestado pelo Racing. Na sua estreia, marcou dois gols, garantindo a vitória por 2–0 contra o Atlético Bucaramanga. Posteriormente, marcou gols nas 5 partidas seguintes, se tornando rapidamente em peça fundamental do time. Em 2 de fevereiro, marcou no empate por 1–1 contra o Atlético Huila. No dia 14, marcou no 2–1 sobre o Deportes Tolima, e no dia 19 marcou mais um gol, novamente num 2–1, agora contra o União Magdalena. Em 7 de março, marcou um doblete na vitória por 3–0 fora de casa ante o Patriotas Boyacá. No dia 31, marcou no 2–0 sobre o Cúcuta Deportivo. Em 14 de abril, deu a vitória ao Deportivo Cali pela mínima no clássico caleño sobre o América de Cali. Seis dias depois, marcou os dois gols da vitória por 2–1 fora de casa contra o Santa Fé. No dia 27, marca no 2–1 sobre o Rionegro Águias.
Seu primeiro gol no Campeonato Colombiano aconteceu no 20 de julho na goleada por 4–0 sobre o Jaguares de Córdoba, e em 3 de agosto marca no 2–0 sobre La Equidad. Dinenno voltou a marcar um doblete no dia 28 de setembro, na vitória por 3–1 sobre o Patriotas Boyacá.

### Pumas UNAM
Em 21 de janeiro de 2020, foi oficializado seu contrato com o Club Universidad Nacional, conhecido como Pumas UNAM, da Liga MX. Dinenno marcou seu primeiro gol pelo clube contra o Santos Laguna, em partida das oitavas de final da Copa do México. Em seu primeiro ano com o Pumas, marcou 16 gols, sendo o artilheiro do time e vice-campeão no segundo torneio com os universitários.
No ano de 2022, disputou a Concachampions, tendo um grande rendimento, anotando 9 gols na fase final da competição, incluindo um doblete no jogo de ida da final contra o Seattle Sounders que finalizaria 2–2. Apesar disso, a equipe perdeu o jogo de volta por 3–0 e ficou com o vice-campeonato da liga.
Ao todo pelo Pumas, Dinenno disputou 147 partidas, marcando 60 gols e distribuindo mais onze assistências.

### Cruzeiro
Em 8 de janeiro de 2024, foi oficializado o seu acordo com o Cruzeiro. Dinenno assinou um contrato até o final do ano de 2026. Marcou seu primeiro gol pela Raposa logo na sua estreia, no dia 24 de janeiro, contra o Villa Nova, em partida do Campeonato Mineiro. Já no dia 30 de março, marcou o segundo gol no clássico contra o Atlético-MG, em partida válida pelo jogo de ida da final do Campeonato Mineiro. O gol veio aos 49 do segundo tempo, terminando a partida em 2–2.
Sofreu um edema, e uma fratura no nariz, atuando pelo Cruzeiro contra o Alianza, em partida da Copa Sul-Americana, no dia 11 de abril, com isso, desfalcou o Cruzeiro em oito jogos. No entanto quando já estava liberado para retornar, o centroavante sofreu uma nova lesão, desta vez no púbis, desfalcando sua equipe em mais doze partidas. Veio a retornar somente quatro meses depois, em 24 de julho, contra a equipe do Juventude, já marcando um dos gols da vitória por 2–0, em partida válida pelo Campeonato Brasileiro. Marcou mais dois gols, em 19 de agosto, no empate em 2–2 com o Vitória, ajudando o Cruzeiro a não sair derrotado da partida. Dinenno veio a sofrer uma nova lesão, desta vez no ligamento cruzado anterior do joelho, no dia 28 de agosto, em partida do Campeonato Brasileiro, contra o Internacional, deixando-o ausente pelo resto da temporada.
Ao todo pelo Cruzeiro em sua primeira temporada, o atacante, que sofreu com lesões, fez apenas 22 partidas, marcando oito gols.
No dia 10 de junho de 2025, o clube mineiro anunciou rescisão amigável com o atacante argentino.
São Paulo
Pouco tempo após o anúncio da rescisão por parte do Cruzeiro, o São Paulo anunciou a contratação de Dinneno até o fim da temporada 2025.

## Estatísticas
Atualizadas até 28 de agosto de 2024

### Clubes
| Clube             | Temporada         | Campeonato nacional | Campeonato nacional | Campeonato nacional | Copa nacional[a] | Copa nacional[a] | Copa nacional[a] | Competições continentais[b] | Competições continentais[b] | Competições continentais[b] | Outros torneios[c] | Outros torneios[c] | Outros torneios[c] | Total | Total | Total   |
| Clube             | Temporada         | Jogos               | Gols                | Assist.             | Jogos            | Gols             | Assist.          | Jogos                       | Gols                        | Assist.                     | Jogos              | Gols               | Assist.            | Jogos | Gols  | Assist. |
| ----------------- | ----------------- | ------------------- | ------------------- | ------------------- | ---------------- | ---------------- | ---------------- | --------------------------- | --------------------------- | --------------------------- | ------------------ | ------------------ | ------------------ | ----- | ----- | ------- |
| Racing            | 2013              | 9                   | 1                   | 1                   | —                | —                | —                | —                           | —                           | —                           | —                  | —                  | —                  | 9     | 1     | 1       |
| Racing            | Total             | 9                   | 1                   | 1                   | —                | —                | —                | —                           | —                           | —                           | —                  | —                  | —                  | 9     | 1     | 1       |
| Temperley         | 2014              | 2                   | 0                   | 0                   | —                | —                | —                | —                           | —                           | —                           | —                  | —                  | —                  | 2     | 0     | 0       |
| Temperley         | 2015              | 24                  | 2                   | 1                   | 2                | 1                | 0                | —                           | —                           | —                           | —                  | —                  | —                  | 26    | 3     | 1       |
| Temperley         | Total             | 26                  | 2                   | 1                   | 2                | 1                | 0                | —                           | —                           | —                           | —                  | —                  | —                  | 28    | 3     | 1       |
| Aldosivi          | 2016              | 17                  | 1                   | 0                   | —                | —                | —                | —                           | —                           | —                           | —                  | —                  | —                  | 17    | 1     | 0       |
| Aldosivi          | Total             | 17                  | 1                   | 0                   | —                | —                | —                | —                           | —                           | —                           | —                  | —                  | —                  | 17    | 1     | 0       |
| Deportivo Cuenca  | 2017              | 44                  | 19                  | 4                   | —                | —                | —                | 2                           | 2                           | 0                           | —                  | —                  | —                  | 46    | 21    | 4       |
| Deportivo Cuenca  | Total             | 44                  | 19                  | 4                   | —                | —                | —                | 2                           | 2                           | 0                           | —                  | —                  | —                  | 46    | 21    | 4       |
| Barcelona SC      | 2018              | 40                  | 16                  | 6                   | —                | —                | —                | 2                           | 1                           | 0                           | —                  | —                  | —                  | 42    | 17    | 6       |
| Barcelona SC      | Total             | 40                  | 16                  | 6                   | —                | —                | —                | 2                           | 1                           | 0                           | —                  | —                  | —                  | 42    | 17    | 6       |
| Deportivo Cali    | 2019              | 48                  | 27                  | 5                   | 8                | 1                | 0                | 4                           | 0                           | 0                           | —                  | —                  | —                  | 60    | 28    | 5       |
| Deportivo Cali    | Total             | 48                  | 27                  | 5                   | 8                | 1                | 0                | 4                           | 0                           | 0                           | —                  | —                  | —                  | 60    | 28    | 5       |
| Pumas             | 2019–20           | 8                   | 4                   | 0                   | 1                | 1                | 0                | —                           | —                           | —                           | —                  | —                  | —                  | 9     | 5     | 0       |
| Pumas             | 2020–21           | 36                  | 16                  | 3                   | —                | —                | —                | —                           | —                           | —                           | 2                  | 0                  | 0                  | 38    | 16    | 3       |
| Pumas             | 2021–22           | 35                  | 10                  | 4                   | —                | —                | —                | 8                           | 9                           | 0                           | —                  | —                  | —                  | 43    | 19    | 4       |
| Pumas             | 2022–23           | 34                  | 14                  | 4                   | —                | —                | —                | —                           | —                           | —                           | —                  | —                  | —                  | 34    | 14    | 4       |
| Pumas             | 2023–24           | 20                  | 6                   | 0                   | —                | —                | —                | —                           | —                           | —                           | 3                  | 0                  | 0                  | 23    | 6     | 0       |
| Pumas             | Total             | 134                 | 50                  | 11                  | 1                | 1                | 0                | 8                           | 9                           | 0                           | 5                  | 0                  | 0                  | 147   | 60    | 11      |
| Cruzeiro          | 2024              | 7                   | 3                   | 0                   | 1                | 0                | 0                | 2                           | 0                           | 0                           | 12                 | 5                  | 0                  | 22    | 8     | 0       |
| Cruzeiro          | 2025              | 0                   | 0                   | 0                   | 0                | 0                | 0                | 0                           | 0                           | 0                           | 0                  | 0                  | 0                  | 0     | 0     | 0       |
| Cruzeiro          | Total             | 7                   | 3                   | 0                   | 1                | 0                | 0                | 2                           | 0                           | 0                           | 12                 | 5                  | 0                  | 22    | 8     | 0       |
| Total na carreira | Total na carreira | 325                 | 119                 | 28                  | 12               | 3                | 0                | 18                          | 12                          | 0                           | 17                 | 5                  | 0                  | 371   | 139   | 28      |

- a. ^ Jogos da Copa da Argentina, Copa Colômbia, Copa do México e Copa do Brasil
- b. ^ Jogos da Copa Sul-Americana e Concacaf Champions League
- c. ^ Jogos da Leagues Cup e Campeonato Mineiro

## Premiações
Deportivo Cali
- Copa da Colômbia: 2019 (Vice-campeão)[38]

Pumas UNAM
- Liga MX: Apertura 2020–21 (Vice-campeão)[38]
- Copa dos Campeões da CONCACAF: 2022 (Vice-campeão)[38]

Cruzeiro
- Campeonato Mineiro: 2024 (Vice-campeão)[38]
- Copa Sul-Americana: 2024 (Vice-campeão)[38]

Individual
- Onze ideal do Campeonato Colombiano: 2019[39][40]
- Onze ideal da Liga MX: 2020[41]
- Artilheiro da Copa dos Campeões da CONCACAF: 2022[42]
- Onze ideal da Copa dos Campeões da CONCACAF: 2022[43]
- Liga MX All-Star: 2022[44]